# Nikolaj Petev
Nikolaj Petev, bulharsky Николай Василев Петев, (10. srpna 1951, Drenovec – 15. října 2013, Sofie) byl bulharský spisovatel a literární kritik.

## Životopis
Absolvoval studium žurnalistiky na Sofijském institutu. Ve Lvově pokračoval ve studiích v oboru vojenská žurnalistika. V letech 1982-85 pracoval jako redaktor pro Родна реч. V letech 1985-91 byl vedoucím vydavatelství Народна младеж. Od roku 1991 do roku 1996 byl majitelem a ředitelem soukromých vydavatelství Петекс a Петекстон. Od roku 1996 do roku 2003 byl generálním ředitelem vydavatelství Христо Ботев, vystřídal Ivana Granitského. Od roku 2005 až do své smrti byl předsedou agentury Sofia Press. Byl aktivním členem Akedemie pro ruskou slovesnost v Moskvě. Prezident Svazu bulharských spisovatelů po dobu tří volebních období (2003-2013).
Jeho knihy byly přeloženy do ruštiny, italštiny, srbštiny, makedonštiny, ukrajinštiny a polštiny a získal řadu ocenění.

## Dílo
- Тук във времето, 1982
- Поезия и позиция, 1986
- Фарът и неговия пазач, 1989
- Зад завесата на политическия театър, 1997
- Фарът, пазачът и вятъра, 2006
- Не ме ли помниш, 2011
- 17 есета против този свят, 2012
- 33 стихотворения за препрочитане, 2013